# Claosaurus
Claosaurus (/ˌkleɪ.[invalid input: 'ɵ']ˈsɔːrəs/ KLAY-o-SAWR-əs; tiếng Hy Lạp κλάω, klao nghĩa 'tan vỡ' và σαῦρος, sauros nghĩa 'thằn lằn'; "thằn lằn tan vỡ") là một chi khủng long, được Marsh mô tả khoa học năm 1890.

## Mô tả
Claosaurus có một thân hình thon thả và đôi chân mảnh dẻ, với cẳng chân dài, chân trước nhỏ, đuôi cứng. Loài này có thể dài khoảng 3,5 mét (11,5 ft) và cân nặng khoảng 475 kg.
Loài này dường như bước đi trên hai chân sau, chỉ đứng trên bốn chân khi gặm cỏ. Giống như các loài Hadrosauria khác, chúng là động vật ăn thực vật.